# Prix de l'Oiseau rouge
Le prix de l'Oiseau rouge (赤い鳥文学賞, Akai-Tori-Bungakushō)est un ancien prix japonais de littérature d'enfance et de jeunesse, décerné tous les ans de 1971 jusqu'en 2010 Sous les auspices de l'« Association de l'Oiseau rouge » en souvenir de l'écrivain pour la jeunesse Miekichi Suzuki. Le prix est administré par l'éditeur Komine Shoten.

## Liste des lauréats
- 1971 Muku Hatojū pour Maya no isshō (マヤの一生) et pour Momo-chan to Akane (モモちゃんとあかね)
- 1972 Junzō Shōno pour Akio to Ryōji (明夫と良二) et Seki Hideo  pour Shiroi chō no ki (白い蝶の記) et pour Chiisai kokoro no tabi (小さい心の旅)
- 1973 Mikio Andō pour Dendenmushi no keiba (でんでんむしの競馬)
- 1974 Yoshihiko Funazaki pour Poppen sensei to kaerazu no numa (ぽっぺん先生と帰らずの沼)
- 1975 Miyako Matsutani pour Momo-chan to Akane-chan no hon (モモちゃんとアカネちゃんの本) et Satō Yoshimi pour ses œuvres complètes en six volumes
- 1976 Mieko Kōzaki pour Mahō no benchi (魔法のベンチ) pour Chapuchappun no hanashi (ちゃぷちゃっぷんの話) et Nonagase Masao pour Shishū chisana boku no ie (詩集・小さなぼくの家)
- 1977 Shōno Eiji  pour Arufabetto guntō (アルファベット群島) et Masao Kogure pour Mata shichigitsune jitensha ni noru (また七ぎつね自転車にのる)
- 1978 Hiro Miyakawa pour Yoru no kagebōshi (夜のかげぼうし)
- 1979 Mitsuo Hama pour Haru yo koi (春よこい) et Jun'ichi Kobatashi  pour Shōnen shishū: Mosaku jii san (少年詩集・茂作じいさん)
- 1980 Shizue Miyaguchi pour l'édition en huit volumes de ses contes
- 1981 Toshio Iwamoto pour Karasu ga kākā naiteiru (からすがカアカア鳴いている)
- 1982 Setsuo Yazaki pour Hoshi to sora no shita de (ほしとそらのしたで)
- 1983 Tomiko Inui pour Yamamba minarai no musume (山んば見習いのむすめ) et Mikiko Sugi pour Chiisana machi no fūkei (小さな町の風景)
- 1984 Yasuko Funazaki pour Tobenai karasu to tobanai karasu (とべないカラスととばないカラス)
- 1985 Kazuo Yamamoto pour Shirukurōdo ga hashiru gobi sabaku (シルクロードが走るゴビ砂漠)
- 1986 Haruo Yamashita pour Umi no kōmori (海のコウモリ)
- 1987 Prix non attribué
- 1988 Jun Okada pour Tobira no mukō no monogatari (扉のむこうの物語)
- 1989 Hama Takaya pour Kaze sōdan o hashiru (風、草原をはしる)
- 1990 Shūhei Hasagawa pour Mienai ehon (見えない絵本)
- 1991 Tamiko Shimizu[3] pour Shimizu Tamiko shishū katatsumori no uta (清水たみ子詩集 かたつむりの詩)
- 1992 Taichi Katō pour Tōku e iku kawa (遠くへいく川)
- 1993 Sumiko Horiuchi pour Futari no aiko (ふたりの愛子)
- 1994 Prix non attribué
- 1995 Akito Ōsu[4] 大洲秋登 pour Domino taoshi (ドミノたおし)
- 1996 Shigeru Chaki pour Medaka no gakkō (めだかの学校)
- 1997 Noriko Ogiwara pour Usubeni Tennyo (薄紅天女)
- 1998 Tadaaki Mori pour Green Eyes (グリーン・アイズ, Gurīn aizu)
- 1999 Nobuo Sakurai pour Hateruma shikina yomigaeri no tori Hateruma (ハテルマ シキナよみがえりの鳥・波照間)
- 2000 Yukiko Ninomiya pour Harinezumi no purupuru (ハリネズミのプルプル)
- 2001 Yoshiko Hatashi pour Matasugu ni aeru kara shishū (またすぐに会えるから 詩集)
- 2002 Chiyoko Okii  pour Sora yuku fune (空ゆく舟) (illustrations d'Ishikura Kinji)
- 2003 Hisako Hirose pour Soshite kaeru wa tobu! (そして、カエルはとぶ！) (illustrations de Yōji Watanabe[5])
- 2004 Setsuo Hasegawa pour Ningyō no tabidachi (人形の旅立ち)
- 2005 Kingyoku Ri[6],[Anm. 1] pour Ichido kieta mono wa shishū (いちど消えたものは 詩集)
- 2006 Hōko Takadono pour Watashitachi no bōshi (わたしたちの帽子)
- 2007 Satoru Satō pour Honchō kidan Tengu dōji (本朝奇談 天狗童子)
- 2008 Yoshiichi Takashi pour Tengu (天狗)  
  - 2008 Prix spécial à Rumi Wakisaka pour Akai tori tonda Suzuki suzu to chichi Miekichi (赤い鳥翔んだ -鈴木すずと父三重吉-)
- 2009 Miyako Moriyama pour Hana to terakoya no nakamatachi (ハナと寺子屋のなかまたち)
- 2010 Kyōko Iwasaki pour Tategu shokunin no Sentarō (建具職人の千太郎)